# Xtreme de Verbier
L'Xtreme de Verbier est une compétition de freeride professionnel. L'épreuve a lieu à la fin du mois de mars ou au début du mois d'avril sur la face nord du Bec des Rosses dans les hauts de Verbier, en Suisse.
Il s'agit de la dernière étape, qui fait office de finale du Freeride World Tour, couronnant les champions du monde de la discipline. La première compétition eu lieu le 24 mars 1996 et ne se concourrait qu'en snowboard. Dès 2004, les skieurs hommes s'élancèrent à leur tour, rejoint en 2006 par les skieuses.

## Présentation
C'est à l'occasion du tournage en 1994 sur le Bec des Rosses dans les hauts de Verbier, en Suisse, que Philippe Buttet et Nicolas Hale-Woods ont eu l'idée de réunir sur ce site les meilleurs pratiquants mondiaux du snowboard. Leur projet est accueilli favorablement par la commune de Bagnes et les professionnels du sauvetage qui voit en lui un moyen de communiquer sur la sécurité, les conditions imposées aux sportifs étant alors inhabituels avec le port du casque obligatoire et la nécessité d'emporter une sonde de détection pour les avalanches. Ils parviennent à réunir un budget important, 200 000 francs suisse avec notamment l'aide du sponsor Redbull.
La première course a lieu le 24 mars 1996 sur la face nord du Bec des Rosses. La course est ouverte aux skieurs hommes en 2004 puis aux skieuses en 2006. 
En 2008, elle devient la finale du Freeride World Tour. Elle est ouverte aux 18 meilleurs et 10 meilleures du monde pour le snowboard.
La course se dispute sur la face nord du Bec des Rosses où seules portes de départ et arrivée sont matérialisées, celles-ci étant séparées par un dénivelé d'un peu plus de 500 mètres, avec une inclinaison de 50 degrés en moyenne.

## Palmarès
|      | Ski Hommes                       | Ski Femmes          | Snowboard Hommes            | Snowboard Femmes   |
| ---- | -------------------------------- | ------------------- | --------------------------- | ------------------ |
| 1996 |                                  |                     | Steve Klassen               | Julie Zell         |
| 1997 |                                  |                     | Steve Klassen               | Lori Gibbs         |
| 1998 |                                  |                     | Cyril Neri                  | Eva Sandelgard     |
| 1999 |                                  |                     | Steve Klassen               | Eva Sandelgard     |
| 2000 |                                  |                     | Axel Pauporté / Ashley Call | Eva Sandelgard     |
| 2001 |                                  |                     | Mitch Tolderer              | Ruth Leisibach     |
| 2002 |                                  |                     | Alex Coudray                | Geraldine Fasnacht |
| 2003 |                                  |                     | Steve Klassen               | Geraldine Fasnacht |
| 2004 | Jean-Yves Michellod              |                     | Steve Klassen               | Julie Larsen       |
| 2005 | Sébastian Michaud                |                     | Jeremy Jones                | Ruth Leisibach     |
| 2006 | Aurélien Ducroz / Kaj Zackrisson | Giulia Monego       | Cyril Neri                  | Ruth Leisibach     |
| 2007 | Olivier Meynet                   | Marja Persson       | Xavier de le Rue            | Ruth Leisibach     |
| 2008 | Henrik Windstedt                 | Elyse Saugstad      | Cyril Neri                  | Ruth Leisibach     |
| 2009 | Aurélien Ducroz                  | Ane Enderud         | Xavier de le Rue            | Geraldine Fasnacht |
| 2010 | Kaj Zackrisson                   | Ane Enderud         | Xavier de le Rue            | Shannan Yates      |
| 2011 | Aurélien Ducroz                  | Janette Hargin      | Xavier de le Rue            | Anne-Flore Marxer  |
| 2012 | Reine Barkered                   | Christine Hargin    | Jonathan Charlet            | Maria De Bari      |
| 2013 | Kevin Guri                       | Matilda Rapaport    | Ralph Backstrom             | Elodie Mouthon     |
| 2014 | Reine Barkered                   | Pia Nic Gundersen   | Ralph Backstrom             | Elodie Mouthon     |
| 2015 | Aurélien Ducroz                  | Hazel Birnbaum      | Jonathan Charlet            | Nicola Thost       |
| 2016 |                                  | Jaclyn Paaso        | Sammy Luebke                | Estelle Balet      |
| 2017 | Reine Barkered                   | Eva Walkner         | Sammy Luebke                | Anne-Flore Marxer  |
| 2018 | Mickael Bimboes                  | Arianna Tricomi     | Sammy Luebke                | Marion Haerty      |
| 2019 | Wadeck Gorack                    | Elisabeth Gerritzen | Jonathan Penfield           | Marion Haerty      |
| 2020 | Annulé                           | Annulé              | Annulé                      | Annulé             |
| 2021 | Kristofer Turdell                | Elisabeth Gerritzen | Victor De le Rue            | Marion Haerty      |
| 2022 | Maxime Chabloz                   | Sybille Blanjean    | Victor De le Rue            | Manuela Mandl      |